# Günther Schorsten
Günther Schorsten (ur. 14 kwietnia 1916 w Sybinie, zm. 20 maja 1974 w Monachium) – rumuński piłkarz ręczny. Uczestnik Igrzysk Olimpijskich w 1936 w Berlinie. Na igrzyskach zagrał przeciwko Szwajcarii i Stanom Zjednoczonym.